# Claude François Lallemand

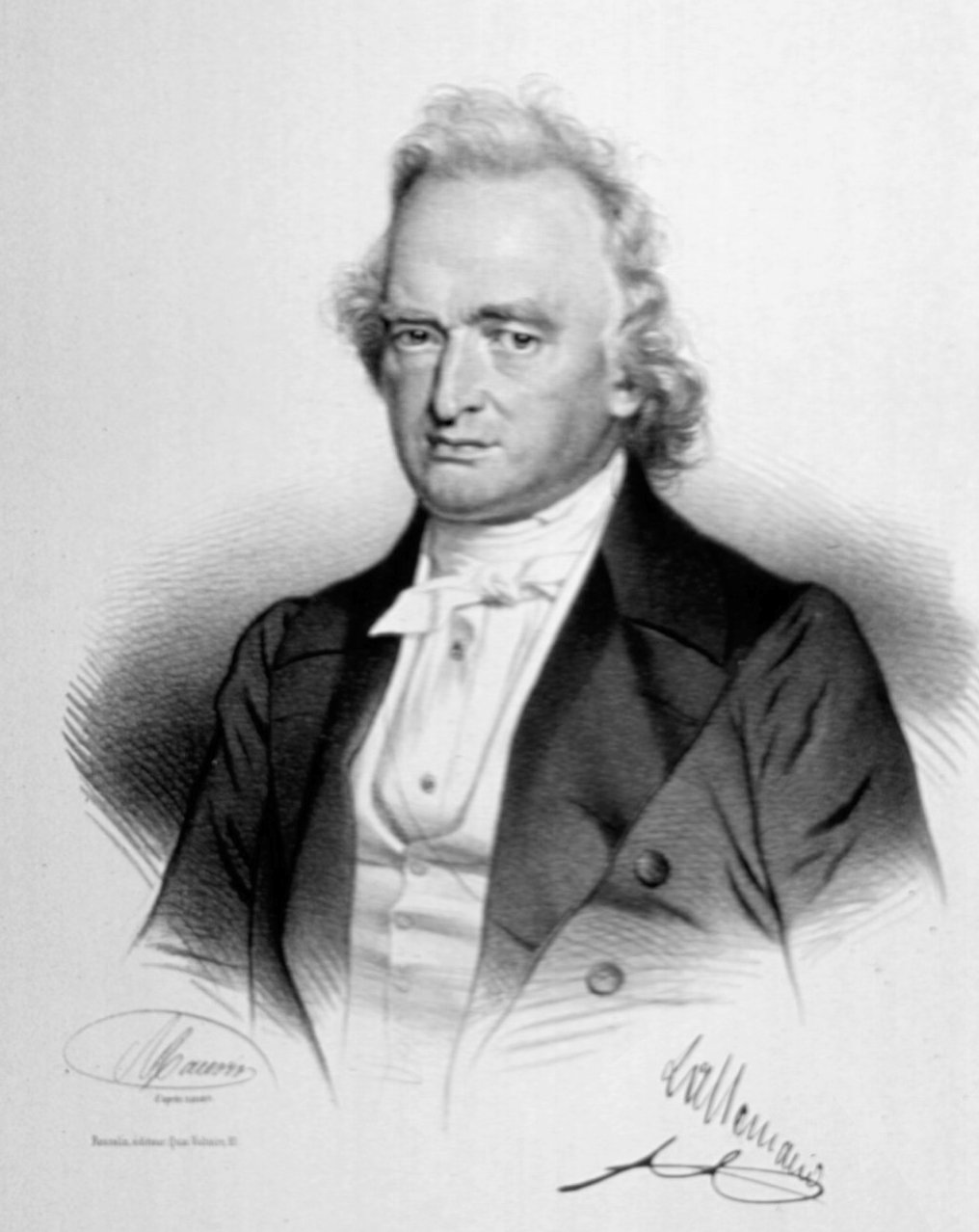
Claude François Lallemand

Claude François Lallemand (ur. 26 stycznia 1790 w Metzu, zm. 25 sierpnia 1854 w Marsylii) – francuski lekarz.
Naukę rozpoczął w rodzinnym mieście; po roku praktyki w szpitalu został lekarzem wojskowym i wziął udział w wojnie francusko-hiszpańskiej. Po powrocie z frontu uczył się w Paryżu u Guillaume Dupuytrena. W 1819 roku otrzymał tytuł doktora medycyny. W tym samym roku został profesorem chirurgii w Szkole Medycznej Montpellier, praktykował też na oddziale chirurgicznym Hôpital civil et militaire Saint-Éloi. Członek Paryskiej Akademii Nauk od 1845.
Lallemand pozostawił wiele cenionych prac na temat fizjologii i patologii układu nerwowego. Innym zagadnieniem, któremu poświęcał wiele uwagi, była masturbacja i jej rzekome szkodliwe dla zdrowia następstwa. Za jego sprawą odżył dawny przesąd, że utrata nasienia (określana przez niego jako spermatorrhoea) może mieć wpływ na stan zdrowia. W celu zaradzenia groźnym skutkom onanizmu Lallemand zalecał obrzezanie.
Historycznie, niewielkie wałeczki śluzu obserwowane w nasieniu określano jako „ciałka Lallemanda”.

## Prace
- Propositions de pathologie, tendant à éclairer plusieurs points de physiologie. 1819
- Recherches anatomico-pathologiques sur l'encéphale et ses dépendances. Paris: Baudouin fils et Béchet jeune; 1820-1823.
- De l'influence de l'inflammation aiguë sur la cohesion de tous les tissus. Annales Cliniques de la Société de Médecine Pratique de Montpellier, 1822
- Sur le ramollissement des tissus organiques considéré comme effet de l'inflammation. Journal universel des sciences médicales, 1822
- Observations sur les maladies des organes génito-urinaires. Paris-Montpellier, 1825-1827
- Réflexions sur le traitement des fistules vésico-vaginales, nouveau moyen etc. Archives générales de medecine, 1825
- Remarques sur l'inflammation chronique du col de la vessie et l'incontinence d'urine chez les enfants. Archives générales de medecine, 1827
- Obs. sur une tumeur anévrysmale ayant son siège dans les artères du tibia etc. Répertoire général d'anatomie et de physiologie pathologique, Paris, 1826
- Clinique médico-chirurgicale, rec. et publ. par E. Verdier et A. Marcus. Montpellier, 1834
- Des pertes séminales involontaires. Paris, 1835-1845
- Le hachych. Paris, Paulin, 1843
- Clinique chirurgicale, rédigée par H. Kaula. Paris, 1845
- Éducation publique. Paris, 1848–1852